# Ondřej Huml
Ondřej Huml (13. dubna 1953 – 20. dubna 2017) byl český a československý politik, po sametové revoluci poslanec Sněmovny lidu Federálního shromáždění za Občanské fórum, později za ODS, v 90. letech poslanec Poslanecké sněmovny za ODS, později za Unii svobody.

## Biografie
Ve volbách roku 1990 zasedl do Sněmovny lidu (volební obvod Východočeský kraj) za OF. Po rozkladu Občanského fóra v roce 1991 přešel do poslaneckého klubu ODS. Za ODS obhájil mandát ve volbách roku 1992. Ve Federálním shromáždění setrval do zániku Československa v prosinci 1992.
IV. kongres ODS v roce 1993 ho zvolil do výkonné rady ODS, opětovně ho v této funkci potvrdil V. kongres ODS následujícího roku. Roku 1993 navíc zastával post předsedy regionálního sdružení ODS východní Čechy. Angažoval se jako komunální politik. V komunálních volbách roku 1994 byl zvolen do zastupitelstva města Dvůr Králové nad Labem za ODS. Zasedal i v městské radě.
Ve volbách v roce 1996 byl zvolen do Poslanecké sněmovny Parlamentu České republiky za ODS. V průběhu štěpení ODS na přelomu let 1997 a 1998 přešel do poslaneckého klubu Unie svobody. V parlamentu zasedal do voleb roku 1998. Po svém odchodu z ODS rezignoval i na post zastupitele ve Dvoře Králové nad Labem.
Jeho kariéra v Unii svobody ovšem brzy narazila. Při primárkách Unie svobody na Trutnovsku obsadil až poslední místo mezi pěti kandidáty. Volební shromáždění pak předčasně opustil.